# Вебстер Сити (Ајова)
Вебстер Сити (енгл. Webster City) град је у америчкој савезној држави Ајова. По попису становништва из 2010. у њему је живело 8.070 становника.

## Демографија
Према попису становништва из 2010. у граду је живело 8.070 становника, што је -106 (-1.3%) становника више него 2000. године.
| Група             | 2000.         | 2010.         |
| Белци             | 7.746 (94,7%) | 7.050 (87,4%) |
| Афроамериканци    | 27 (0,3%)     | 32 (0,4%)     |
| Азијати           | 200 (2,4%)    | 273 (3,4%)    |
| Хиспаноамериканци | 108 (1,3%)    | 601 (7,4%)    |
| Укупно            | 8.176         | 8.070         |